# Hélène Jégado

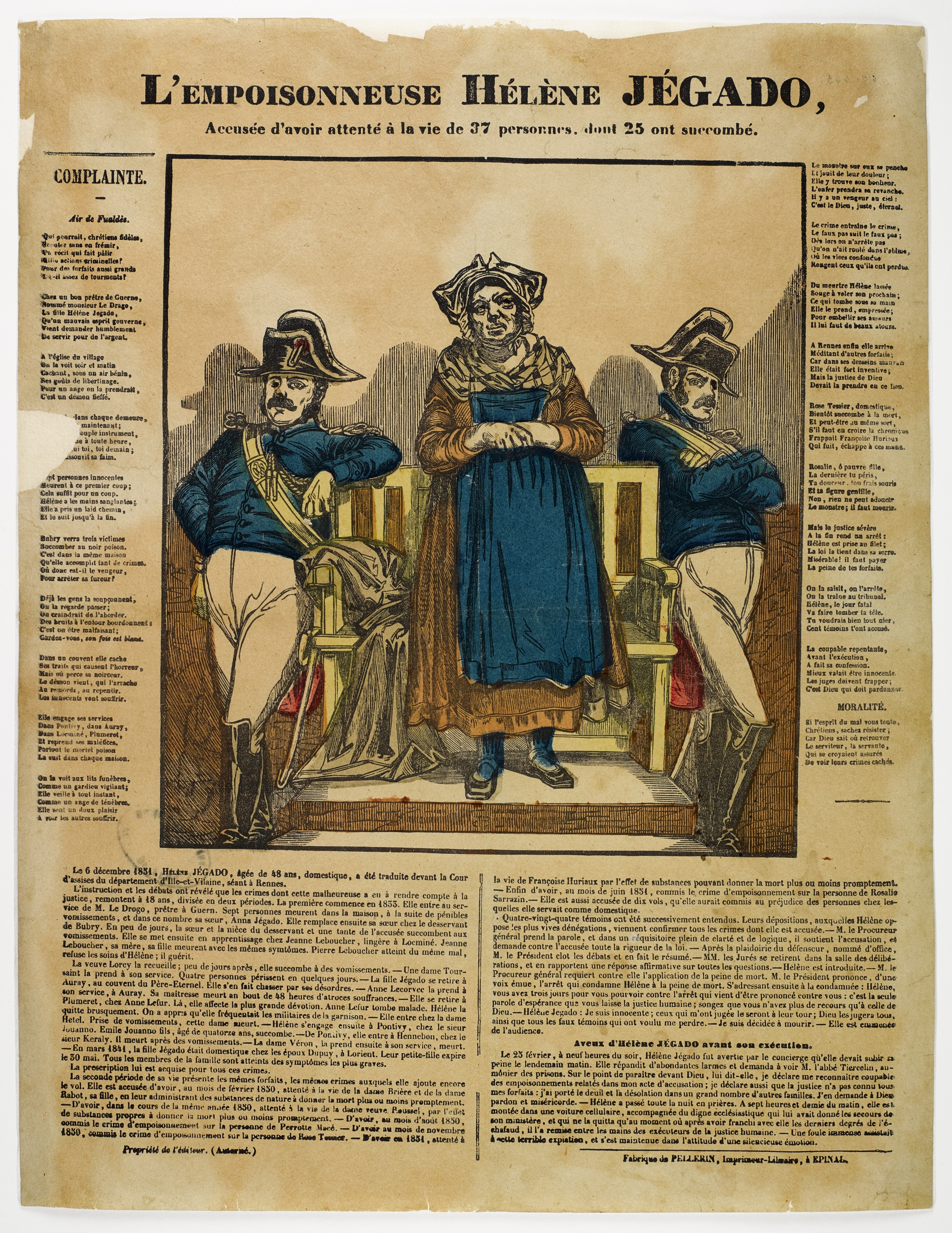
Proces Hélène Jégado

Hélène Jégado (ur. 1803 w Plouhinec, zm. 26 lutego 1852 w Rennes) – francuska służąca i seryjna morderczyni. W ciągu 18 lat otruła co najmniej 36 osób.

## Biografia
Pochodziła z małej miejscowości w Bretanii. W wieku 7 lat straciła matkę i trafiła pod opiekę dwóch ciotek, pracujących jako służące na plebanii w Bubry. Kiedy ukończyła 17 lat, pomagała jednej ze swoich ciotek, pracujących w Séglien. W tym czasie zajmowała się głównie nauką gotowania.

### Zabójstwa
Pierwszego zabójstwa Jégado dokonała w 1833, kiedy pracowała jako kucharka na plebanii we wsi Guern, u ks. François Le Drogo. W ciągu zaledwie 3 miesięcy straciło życie siedem osób stołujących się na plebanii, w tym sam ks. Le Drogo, jego matka i ojciec, a także siostra duchownego. Szczery żal i rozpacz kucharki nie wzbudzały podejrzeń co do jej udziału w przestępstwie. W okolicy panowała epidemia cholery i serię zgonów wiązano z przyczynami naturalnymi.
Jégado powróciła do Bubry, gdzie objęła posadę po ciotce. Tym razem za jej przyczyną zmarło trzy osoby, w tym jedna z jej krewnych. Z Bubry trafiła do Locminé, gdzie gotowała w domu Marie-Jeanne Leboucher. Wkrótce zmarła właścicielka mieszkania i jej córka, a syn poważnie zachorował. Przeżycie zawdzięczał prawdopodobnie temu, że nie jadł większości potraw przygotowanych przez kucharkę. Po śmierci Marie-Jeanne Leboucher, Jégado trafiła do domu wdowy Lorey, także mieszkającej w Locminé. Wdowa zmarła po zjedzeniu zupy przyrządzonej przez jej nową kucharkę. W maju 1835 Jégado znalazła pracę w domu Madame Toussaint, gdzie zmarły kolejne cztery osoby, a łączna liczba jej ofiar sięgnęła siedemnastu.
W 1835 Jégado znalazła pracę w klasztorze w Auray, ale szybko ją straciła, kiedy zakonnice odkryły przypadki wandalizmu i świętokradztwa, o które podejrzewano nową kucharkę. W kolejnych miejscach także nie pracowała długo, choć kilka osób udało się jej w tym czasie uśmiercić. Większość zmarłych zdradzało typowe objawy zatrucia arszenikiem, ale trucizny nie udało się odnaleźć w rzeczach osobistych Jégado. Coraz większe problemy w znalezieniu pracy wynikały w dużej mierze z kleptomanii, na którą cierpiała kucharka.
W 1849 Jégado przeniosła się do Rennnes i znalazła zatrudnienie w domu Théophile Bidarda, profesora prawa na miejscowym uniwersytecie. Zastąpiła chorą służącą, Rose Tessier, którą wcześniej zatrudniał Bidard, a która zmarła tuż po pojawieniu się w domu nowej służącej. W 1851 ciężko zachorowała i zmarła Rosalie Sarrazin - jedna ze służących pracujących w domu Bidarda. Dostrzegając podobieństwo symptomów choroby u Sarrazin i u Tessier, Bidard zlecił przeprowadzenie autopsji zmarłej służącej. Wykazała ona ponad wszelką wątpliwość otrucie jako przyczynę zgonu. 1 lipca 1851 Hélène Jégado została aresztowana przez policję.

### Proces i kaźń
W toku śledztwa Jégado została oskarżona o zamordowanie 23 osób, choć większość zbrodni trudno było udowodnić. Mieszkańcy Rennes przypisywali morderczyni szereg niewyjaśnionych zgonów, do których doszło w ostatnich latach, choć prawdopodobnie kucharka nie miała z nimi nic wspólnego. Późniejsze szacunki wskazywały na prawdopodobną liczbę 36 ofiar śmiertelnych.
Proces Jégado rozpoczął się 6 grudnia 1851. Została oskarżona o trzy zabójstwa, trzy próby dokonania zabójstwa i 11 kradzieży. Jednego zabójstwa oskarżonej nie udowodniono, bo rodzina odmówiła zgody na ekshumację ich dziecka, zmarłego kilka lat wcześniej. W toku procesu oskarżona zachowywała się histerycznie, modląc się lub wznosząc okrzyki przeciwko swoim oskarżycielom. Twierdziła, że nie wie, co to jest arszenik i nigdy go nie używała. 
Badania ofiar jednoznacznie wskazały na użycie arszeniku i soli antymonu. Broniący oskarżonej Magloire Dorange w ostatniej mowie obrończej prosił, by nie skazywać Jégado, gdyż jakoby była śmiertelnie chora na raka. Sąd w Rennes skazał Jégado na karę śmierci. 26 lutego 1852 została zgilotynowana na oczach tłumu gapiów na Champ-de-Mars w Rennes.

## Postać Hélène Jégado w kulturze
Hélène Jégado jest bohaterką powieści Trujący anioł Jeana Teulé. Książka ukazała się w polskiej wersji w 2015, w tłumaczeniu Bożeny Sęk.